# Sanomi
Sanomi is een nummer van de zeskoppige Waalse groep Urban Trad in een verzonnen taal. Het was tevens het nummer waarmee ze België vertegenwoordigden op het Eurovisiesongfestival 2003 in de Letse hoofdstad Riga.
Het nummer werd intern gekozen door de RTBF. Het was opmerkelijk, omdat het het eerste nummer in de geschiedenis van het Eurovisiesongfestival was dat in een volledig verzonnen taal gezongen werd. Het werd dan ook met veel kritiek onthaald in de Belgische pers. Op het festival zelf deed het nummer het echter uitstekend: België eindigde tweede, op amper twee punten van winnaar Turkije. Door dit goede resultaat mocht België in Eurovisiesongfestival 2004 rechtstreeks naar de finale.
Het was de tweede keer in de geschiedenis van het Eurovisiesongfestival dat België als tweede eindigde, na Jean Vallée met "L'amour ça fait chanter la vie" in 1978 en het beste resultaat sinds 1986 met Sandra Kims overwinning met "J'aime la vie".
Het nummer werd als tweeëntwintigste op het festival gezongen, na Letlands F.L.Y. met "Hello From Mars" en voor Estlands Ruffus met "Eighties Coming Back".  Op het einde van het festival strandde het op een tweede plaats op 26 deelnemers, met 165 punten.
Het nummer is voor verschillende redenen opmerkelijk. De belangrijkste is misschien dat het de eerste keer was dat er een nummer in een verzonnen taal werd opgevoerd tijdens het festival (die de BBC-commentator Terry Wogan de beruchte uitspraak ontlokte "dat ze vier talen hebben om uit te kiezen in België en ze moesten er nog een nieuwe uitvinden").
Verder is het nummer opmerkelijk omdat het een van de grootste belagers was voor de overwinning die het uiteindelijk niet haalde. Het eindigde met slechts twee punten minder dan de uiteindelijke winnaar (Sertab Erener met "Everyway That I Can", die uitkwam voor Turkije) en slechts één punt meer dan de derde in de stand, Rusland, die vertegenwoordigd werd door (t.A.T.u. met "Ne Ver', Ne Boysia"). 
Enkele maanden voor het festival werd beslist om de oorspronkelijke zangeres, de Vlaamse Soetkin Collier, niet te laten zingen, vanwege haar vermeende rechtse sympathieën in het verleden, iets wat voor de RTBF niet door de beugel kon. 
Hierdoor stonden twee versies van het nummer op de plaat. Het een was de standaard-albumversie (4:08) en het andere de single-versie die werd gezongen tijdens het Eurovisiesongfestival 2003. Het werd de 'Eurovisie-versie' genoemd en dit nummer ingekort tot 3:01, waarbij ook Soetkin Colliers stem werd gewist.  
Later dat jaar werd, na een onderzoek, geconcludeerd dat deze beschuldigingen vanwege de Nationale Veiligheidsraad overdreven waren, en gebaseerd op verouderde informatie. 
"Sanomi" werd een jaar later opgevolgd als vertegenwoordiger van België op het Eurovisiesongfestival door Xandee met "1 Life".

## Resultaat
| Plaats | Land    | Artiest       | Titel               | Punten |
| ------ | ------- | ------------- | ------------------- | ------ |
| 1      | Turkije | Sertab Erener | Everyway that I can | 167    |
| 2      | België  | Urban Trad    | Sanomi              | 165    |
| 3      | Rusland | t.A.T.u.      | Ne ver', ne bojsia  | 164    |